# Flaga Papui-Nowej Gwinei
Flaga Papui-Nowej Gwinei – została przyjęta 11 marca 1971, choć kraj posiada niepodległość dopiero od 1975. Autorką flagi jest Hareho Karike.

## Opis
Flaga podzielona jest po przekątnej na dwa trójkątne pola:
- górne, czerwone pole z wizerunkiem cudowronka to symbol odzyskania przez kraj niepodległości,
- dolne, czarne pole z Krzyżem Południa symbolizuje związek kraju z Australią i innymi krajami południowego Pacyfiku

Barwy czerwona, czarna i żółta są tradycyjnymi barwami Papui-Nowej Gwinei.

## Historyczne warianty flagi

Flaga Niemieckiej Kompanii Nowej Gwinei(inne języki) w latach 1885–1899
Propozycja flagi dla niemieckiej Nowej Gwinei z 1914
Flaga terytorium Papui w latach 1906–1949
Flaga Nowej Gwinei Australijskiej w latach 1919–1946
Flaga Terytorium Papui i Nowej Gwinei 1965–1970
Flaga Terytorium Papui i Nowej Gwinei 1970–1971